# Delosperma sphalmanthoides
Delosperma sphalmanthoides är en isörtsväxtart som beskrevs av Steven A. Hammer. Delosperma sphalmanthoides ingår i släktet Delosperma, och familjen isörtsväxter. Inga underarter finns listade i Catalogue of Life.

## Bildgalleri

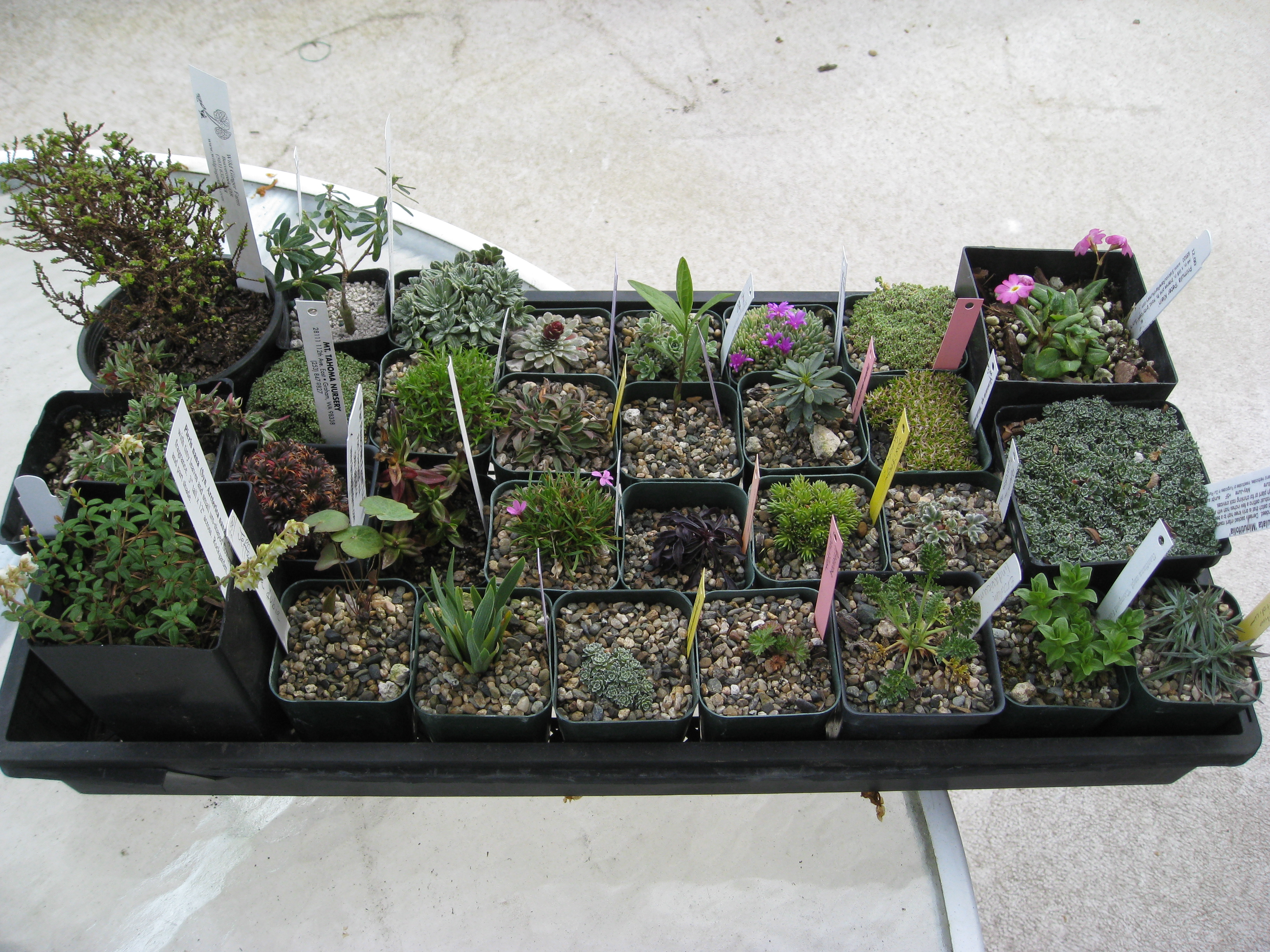
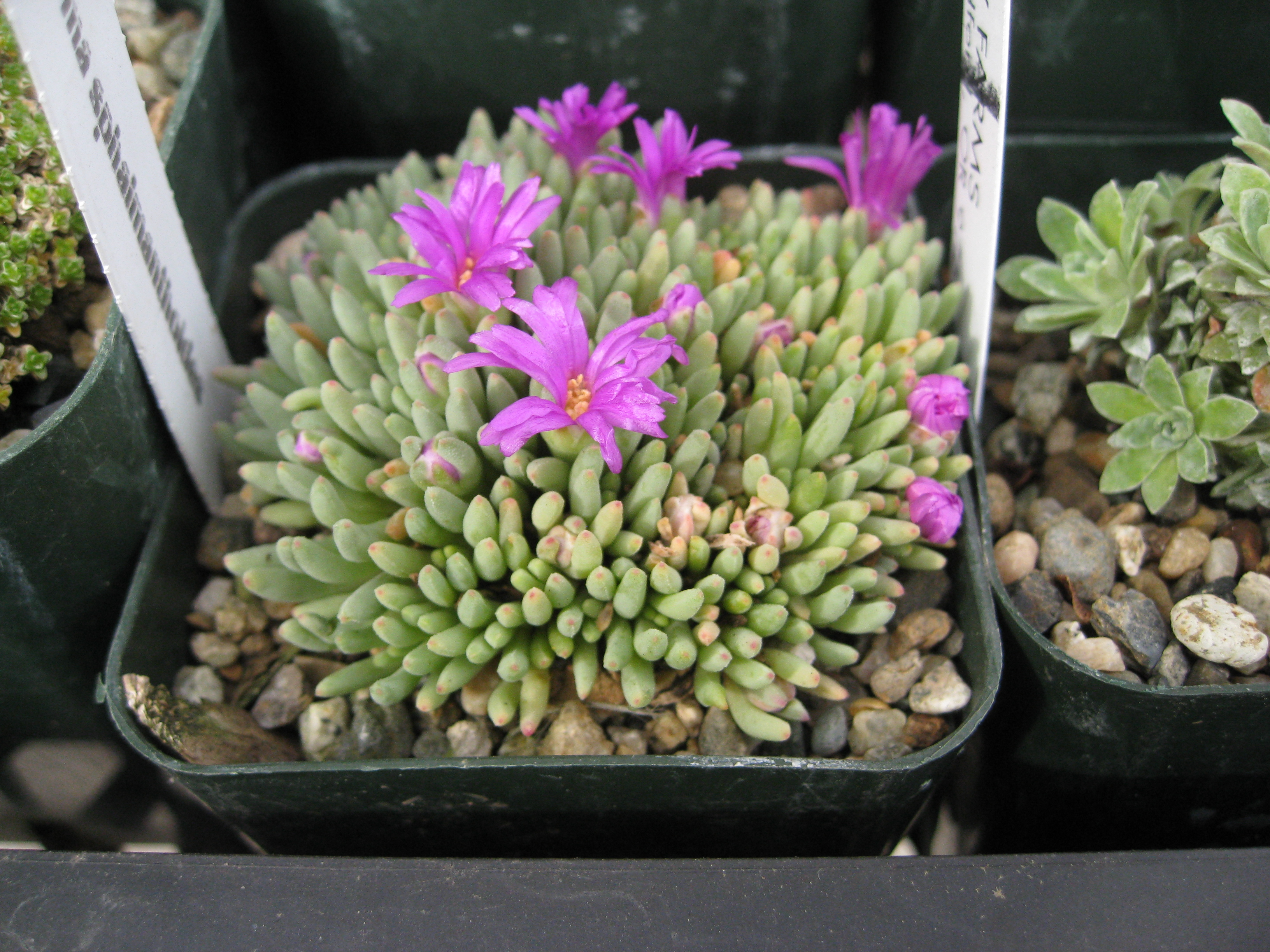